# Vorratshaus des Bischofs

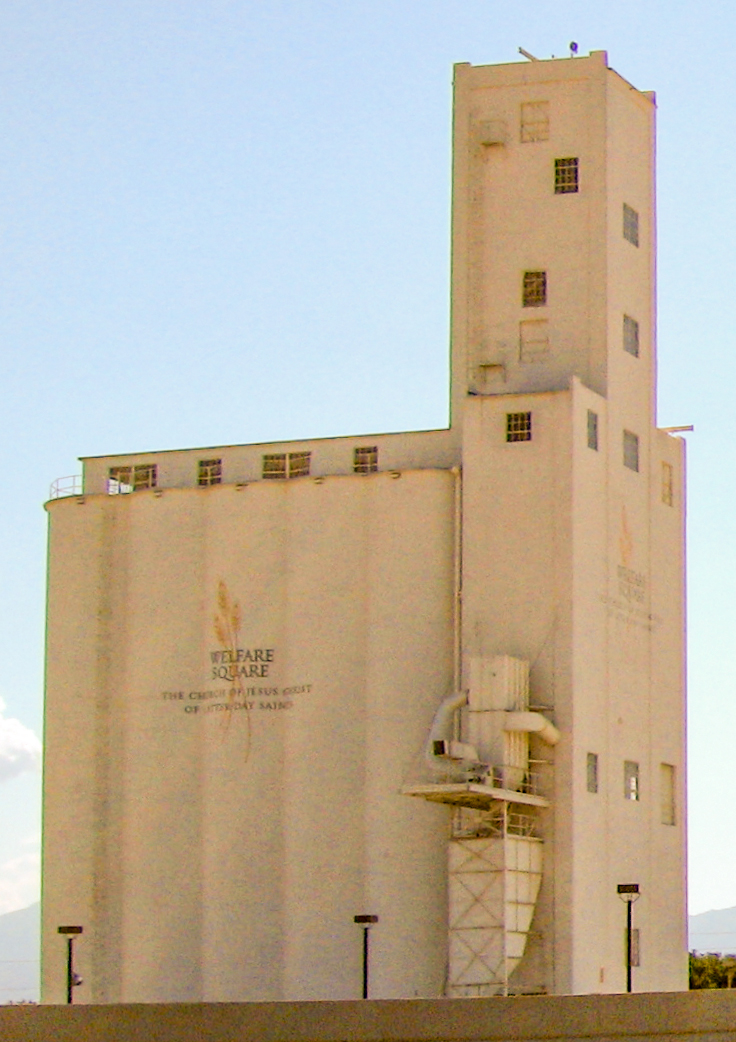
Getreidespeicher des Welfare Square in Salt Lake City, Utah. Welfare Square begann im Jahre 1938 als ein Vorratshaus des Bischofs.

Ein Vorratshaus des Bischofs ist eine soziale Einrichtung der Kirche Jesu Christi der Heiligen der Letzten Tage, welche zum Sammeln und Verteilen von Waren an Bedürftige dient. Im Vorratshaus werden Grundnahrungsmittel und wichtige Haushaltsgüter gelagert. Die Bezeichnung kann auch für alle Talente, Fähigkeiten, finanzielle Hilfen und investierte Zeit verwendet werden, die von den Mitgliedern der Kirche für die Bedürftigen verwendet wird.
Bis zum Januar 2010 betrug die Anzahl der Vorratshäuser, die weltweit in Nutzung sind, 138.

## Ursprung

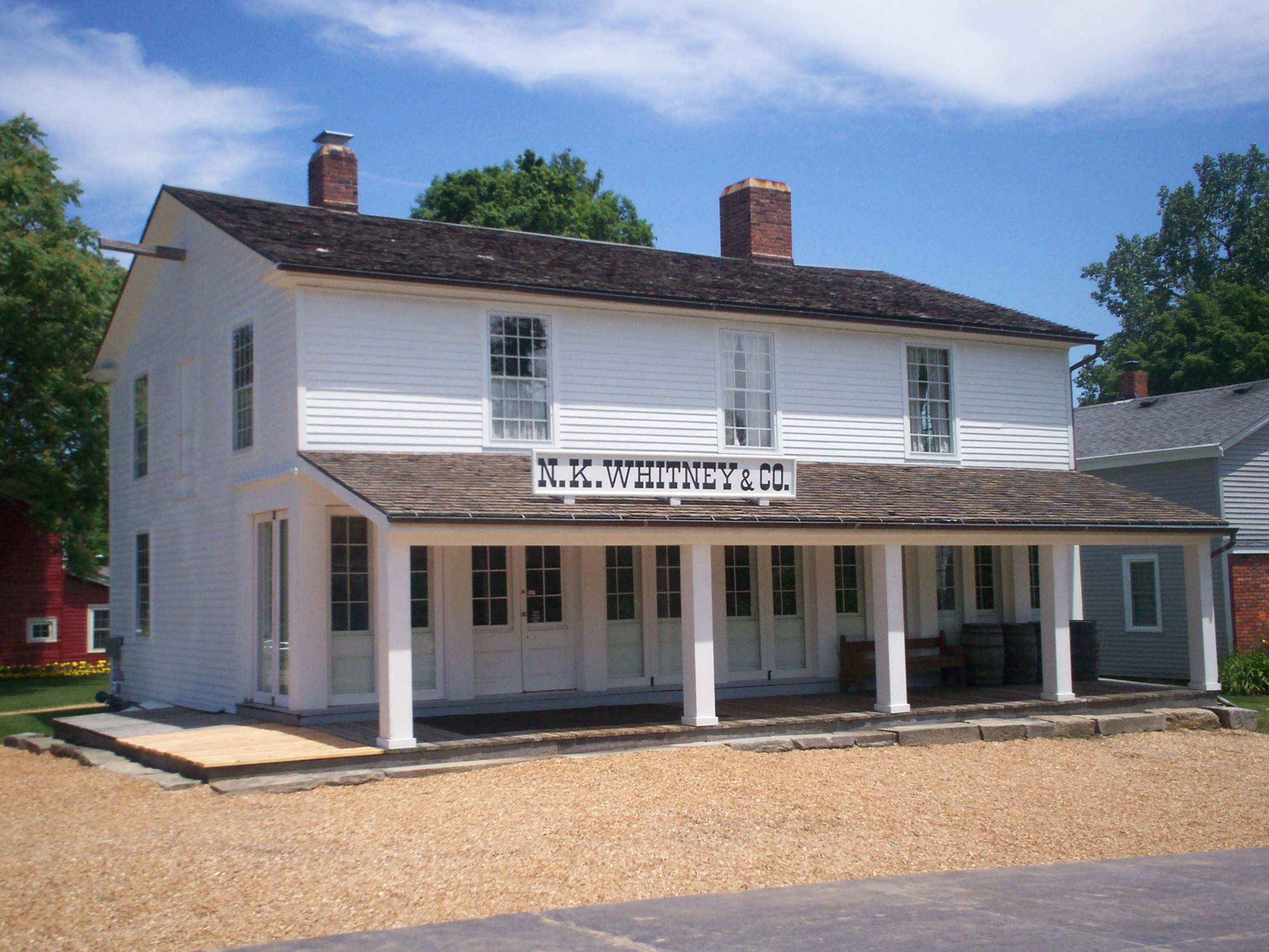
Der Laden von Newel K. Whitney in Kirtland

Die Idee der Vorratshäuser stammt von einer Offenbarung von Joseph Smith vom 9. Februar 1831. Er empfing die Offenbarung: „Darum soll der Rest in meinem Vorratshaus aufbewahrt werden, so daß den Armen und den Bedürftigen zuteil werden kann, wie es von dem Hohen Rat der Kirche und dem Bischof und seinem Rat bestimmt wird.“ Das erste Vorratshaus wurde im Laden von Newel K. Whitney in Kirtland eröffnet.

## Nutzung
Die meisten Waren in den Vorratshäusern werden mit Fastenspenden erworben oder kommen von den landwirtschaftlichen Betrieben der Kirche. Das Personal der Vorratshäuser sind freiwillige Helfer oder Missionare. Bedürftige können über den örtlichen Bischof oder die örtliche Leitung der Frauenhilfsvereinigung Zugang zum Vorratshaus bekommen. Es spielt dabei keine Rolle, ob die Bedürftigen Mitglieder der Kirche sind oder nicht. Der Bischof entscheidet, ob der Person geholfen wird, und berät sich mit der örtlichen Leitung der Frauenhilfsvereinigung, was genau der Person gegeben wird. Gewöhnlich wird der Bedürftige gefragt, wie er den Wert des ihm gegebenen Produktes wieder einarbeiten kann.
Die Vorratshäuser sind keine kommerziellen Geschäfte, und die Waren werden normalerweise nicht öffentlich verkauft.

## Gebäude und Ressourcen

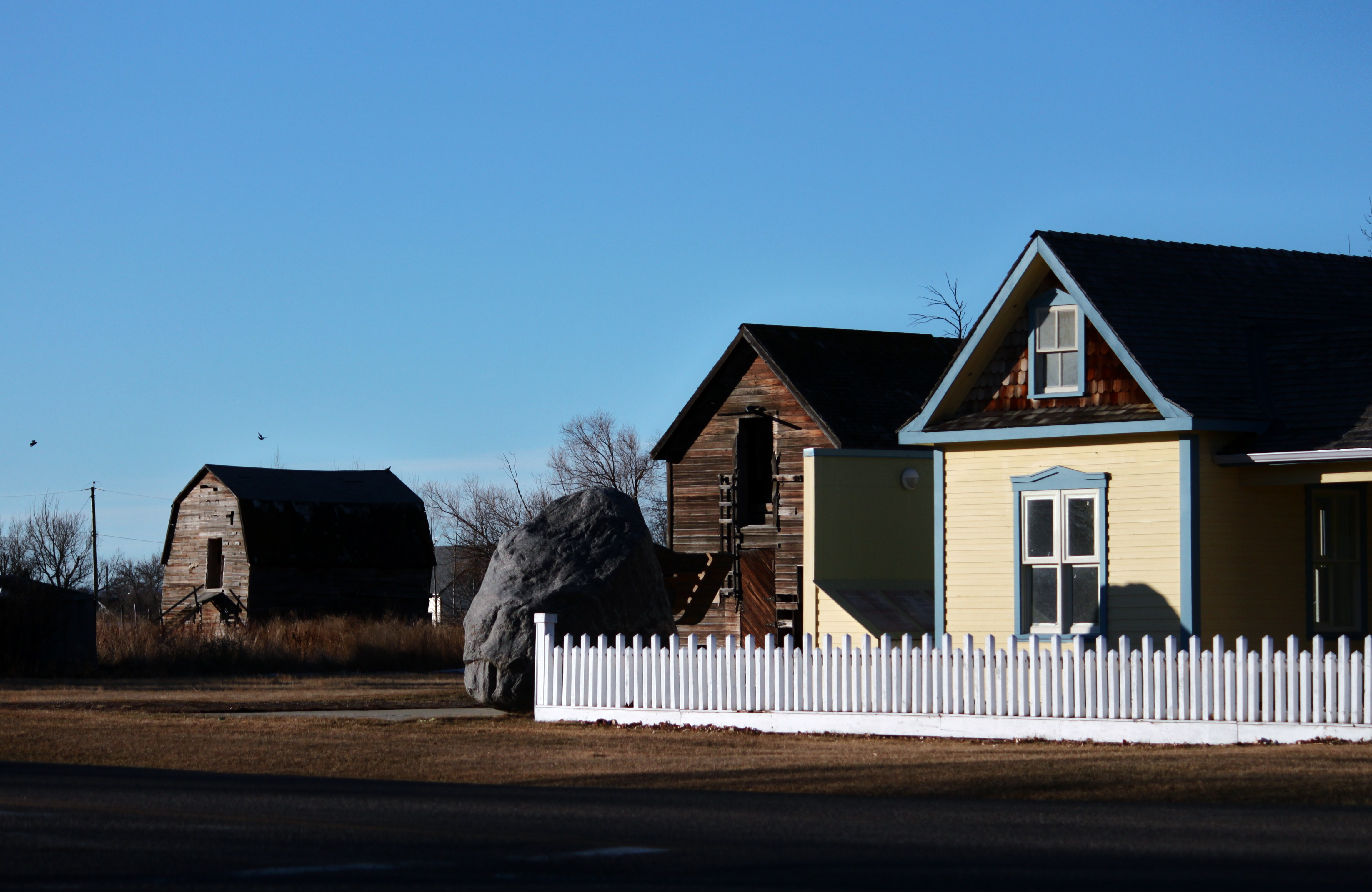
Auf der linken Seite ist ein Vorratshaus des Bischofs in Alberta.

Es gibt auf der ganzen Welt Gebäude, die als Vorratshaus dienen. In Gegenden, wo es keine Gebäude dafür gibt, kann der Bischof mit dem Geld der Fastenspenden Nahrungsmittel beschaffen. Diese Nahrungsmittel werden dann an die Bedürftigen verteilt. So wird auch vorgegangen, wenn der Bedürftige eine Unverträglichkeit für Nahrungsmittel hat, die im Vorratshaus vorhanden sind. Der Bischof kann auch die Talente seiner Gemeindemitglieder nutzen, um den Bedürftigen zu helfen.